# Сорочино (Никопольский район)
Сорочино (укр. Сорочине) — село,
Лошкарёвский сельский совет,
Никопольский район,
Днепропетровская область,
Украина.
Код КОАТУУ — 1222983409. Население по переписи 2001 года составляло 114 человек.

## Географическое положение
Село Сорочино находится на расстоянии в 1 км от села Звезда и в 5 км от села Лошкарёвка.
По селу протекает пересыхающий ручей с запрудой.
Рядом проходит железная дорога, станция Платформа 319 км в 2 км.